# روزکو بردی
روزکو بردی زیست‌شیمی‌دان، و نسل‌شناس اهل ایالات متحده آمریکا بود.
وی همچنین برندهٔ جوایزی همچون جایزه گاردینر، مدال ملی فناوری و نوآوری، و جایزه پژوهش پزشکی بالینی لسکر-دی‌بیکی شده‌است.